# Andrej Hoteev
Andrej Hoteev dit André Chotéev (en russe : Андрей Иванoвич Хотеев), né à Leningrad le 2 décembre 1946 et mort le 28 novembre 2021, est un pianiste classique russe. Depuis 1993, vit avec sa famille en Allemagne.

## Biographie
Andrej Hoteev entreprend l'étude du piano dès l'âge de cinq ans.
Il étudie au conservatoire de Saint-Pétersbourg avec Nathan Perelman et au Conservatoire Tchaïkovski de Moscou avec Lev Naumov. Il a donné son premier concert sensationnel  en 1983 au Conservatoire de Moscou. Autres concerts dans toute la Russie suivirent. Sa rencontre avec Sviatoslav Richter , en juin 1985, à Saint-Pétersbourg a eu une profonde influence sur le style pianistique de Hoteev .
En 1991, il fait ses débuts au Concertgebouw à Amsterdam, au Purcell room à Londres et au Musikhalle de Hambourg.
Le journal Die Welt le décrit alors comme « un artiste exceptionnellement talentueux, d’une virtuosité éblouissante et doté d’une énergie formidable».
Première tournée européenne de Hoteev suivit en 1993, y compris dans des villes de Russie, Grande-Bretagne, Allemagne, Belgique et Espagne. La même année, il a enregistré son premier CD en France,.En septembre 1993 Hoteev joué la version manuscrite de Modeste Moussorgski Tableaux d'une exposition pour la première fois au Royaume-Uni au Purcell Room, Londres. La télévision russe de Saint-Pétersbourg a diffusé un concert avec Hoteev et l'Orchestre symphonique de Saint-Pétersbourg académique en octobre 1993 du Grand Temple de Saint-Pétersbourg Philharmonic Hall présentant une nouvelle version du 3e concerto de piano de Piotr Ilitch Tchaïkovski avec des explications du pianiste lui-même, qui avait redécouvert la version originale avec trois mouvements d'après les manuscrits du compositeur. Toujours en 1993 il s'installe à Hambourg avec sa famille.

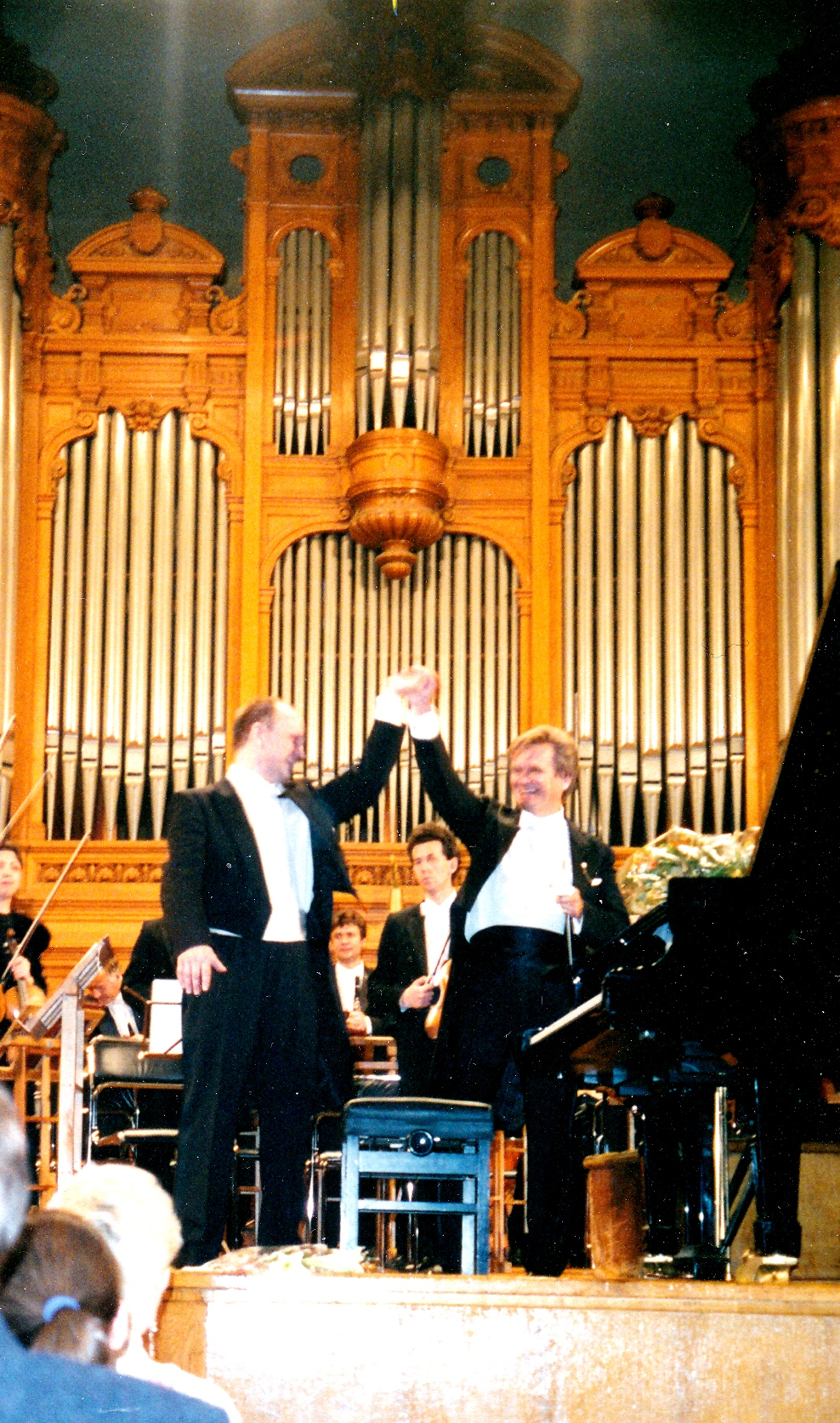
Andrej Hoteev et Vladimir Fedosseïev Moscou 1996 Tchaïkovski-Quatre piano concertos -Première mondiale

En 1995, il a joué à la Salle Pleyel à Paris, au Capitole de Toulouse et au Festival de Radio France à Montpellier, à Amsterdam, Londres, Bruxelles, Berlin, Madrid, Moscou.
Il a collaboré avec des orchestres tels que : Orchestre national du Capitole de Toulouse, Orchestre Lamoureux, Orchestre philharmonique de Saint-Pétersbourg, Orchestre symphonique Tchaïkovski de la Radio de Moscou, de Amsterdam, de Hambourg, etc., et avec des chefs d'orchestre comme Vladimir Fedosseïev, Thomas Sanderling, Andreï Boreïko, Eri Klas, Pavel Kogan, Woldemar Nelsson, Avi Ostrovski, Vladimir Altschuller, Vladislav Chernushenko.Il accompagne des chanteurs, Anja Silja et Robert Holl, dans des récitals de lieder.
Andrej Hoteev a réalisé une première mondiale du cycle des trois concertos de Tchaïkovski dans les versions originales à la grande salle du Conservatoire de Moscou ainsi que de la Fantaisie de Concert de Tchaïkovski pour piano et orchestre, en novembre 1996 qui a retenu l'attention dans le monde entier et lui a donné la réputation d'un expert de Tchaïkovski. Deux ans plus tard, il a présenté et enregistré le même programme, avec l'Allegro en ut mineur, ainsi que la « Ungarische Zigeunerweisen ». Une autre activité importante est son travail avec des sociétés de radio et de télévision comme NDR et Deutschland Radio Berlin en Allemagne, VARA et VPRO Pays-Bas, Radio Lugano Suisse, NHK et le TBSInc au Japon,.
En 2006, Andrej Hoteev a réalisé un projet avec lumière colorée, image et musique au Grand salle de la Laeiszhalle Hambourg. En tant que soliste, accompagné de Hamburg Symphony Orchestra dirigé par Andrey Boreyko, il a présenté le spectacle de lumière de couleur authentique avec Clavier à lumières de Prométhée ou le Poème du feu d'Alexandre Scriabine, redécouvert par lui-même ainsi que la lumière, et de l'image avec la lumière colorée des partitions originales par Wassily Kandinsky à Tableaux d'une exposition de Moussorgski,.
En 2014, Andrei Hoteev a eu l'occasion de jouer les partitions originales de Moussorgski et a trouvé ce qu'il cherchait à la fois dans les "Tableaux d'une Exposition" et les "Chants et Danses de la Mort": il a trouvé de nombreuses divergences avec la musique des éditions traditionnelles (plus de 60 variantes dans chacun des quatre chants), ce qui a vraiment changé l'essence même de la musique,. Cet CD-enregistrement  de "Berlin Classics"-"D’après les manuscrits  originaux"- dévoile enfin la musique intacte et non traditionnelle que le compositeur avait prévue à l'origine. La notice donne à voir certaines différences avec les éditions ultérieures, qui ont quelque peu édulcoré les partitions sous l’influence de Rimski-Korsakov prenant les idées peu orthodoxes et visionnaires de Moussorgski comme autant de fautes d’un compositeur à l'inspiration prodigieuse mais à la maîtrise imparfaite.
Hoteev est marié à la pianiste russe Olga Hoteeva. Avec elle il a publié un nouveau CD en 2012 avec 22 transcriptions originales inconnues de Rachmaninov pour piano à quatre mains d'après Tchaïkovski La Belle au Bois Dormant.

## Caractéristiques et répertoire
Pianiste virtuose dont les interprétations fusionnent énergie et spontanéité, Andrej Hoteev est engagé dans le répertoire romantique, de Schubert, Schumann, Liszt à Brahms, ses chevaux de bataille. Il se consacre également à l'exécution des compositeurs russes, Moussorgski, Tchaïkovski, Scriabine, Rachmaninov, Prokofiev ou Chostakovitch, ainsi qu'à des compositeurs modernes, tels qu'Oustvolskaïa, Goubaïdoulina. Schnittke, Viktor Suslin, Arvo Pärt et Cruz de Castro.

## Distinctions
- The best-list of the German Record Critics' Award 4/2014[21]
- "5 de Diapason" 2015[22]

## Enregistrements

### CD
- Tchaikovsky: Piano Concerto No. 3/Dumka 1993, Accord/Musidisc
- Tchaikovsky: The four piano concertos, Hungarian Gypsy Melodies, Allegro c-moll in original version. 3 CD, 1998, KOCH-Schwann[23],[24]
- Russian songs: Rachmaninoff: 10 songs; Mussorgsky: Songs and Dances of Death; Scriabin:Piano Sonata No. 9 Black Mass ; with Anja Silja, soprano. Recording: Berlin, Jesus Christus Kirche, 2009, RCA Red Seal(Sony Music)
- Tchaikovsky/Rachmaninoff: Sleeping Beauty/Dornröschen. Great Ballet-Suite for piano for four hands.-Première mondiale- Andrej Hoteev and Olga Hoteeva, piano. 2012, NCA[25],[26]
- “Pure Mussorgsky”: Pictures at an Exhibition & Songs and Dances of Death - played from the original manuscripts; Andrej Hoteev(piano) and Elena Pankratova(soprano).Berlin classics / Edel 2014[27]
- Wagner„Declarations of Love. Complete piano works and piano songs for Mathilde and  Cosima:“Wesendonck- Sonata” Piano Sonata in a flat WWV 85 – “Sleepless”Music Letter for piano in G  - “Schmachtend”Piano Elegie for Cosima in A-flat - Wesendonck-Lieder 1. Version, 1857/58 - “Vier weiße Lieder“, 1868. Andrej Hoteev, piano; Maria Bulgakova, soprano Hänssler Classic HC16058  2017 [28]
- „Tchaikovsky.The Seasons & Dumka“:" The Seasons,12 characteristic scenes” op. 37bis and „Dumka“ op.59. Andrej Hoteev (piano) Profil-Edition Günter Hänssler PH18088 2019 [29]

### DVD
- Mussorgsky: Pictures at an Exhibition, 2001
- Prokofiev: Piano Sonata No. 6. (Op. 82), 2003